# Ернест Мандель
Ернест Езра Мандель (нім. Ernest Ezra Mandel, 5 квітня 1923, Франкфурт-на-Майні — 20 липня 1995, Брюссель) — бельгійський економіст, історик та марксистський теоретик-антисталініст.

## Біографія
Батьки Ернеста Манделя, польські євреї Генріх і Роза  Мандель, переїхали до Бельгії (Антверпен), коли він був ще дитиною. Його батько свого часу перебував у Союзі Спартака. У віці 18 років Ернест Мандель став членом Центрального комітету бельгійської секції Четвертого Інтернаціоналу.
Через 5 років він стає членом Міжнародного секретаріату Четвертого Інтернаціоналу, і понад півстоліття після цього він продовжує грати в ньому провідну роль. Брав участь у Русі Опору, двічі перебував на межі життя й смерті. Перший раз він був заарештований за розповсюдження антифашистських листівок. Його відправили в бухенвальдський табір Дора-Міттельбау, але він був звільнений. Наступного разу його послали в трудовий табір.
У 1950-ті роки він тісно співпрацював з Бельгійською федерацією профспілок, членом економічної комісії якої він був у 1954—1962 роках. Світове визнання Ернест Мандель здобув у 1960—1970-ті роки.
Ернесту Манделю неодноразово відмовляли у візах у Францію, Німеччину, Швейцарію та Австралію. У 1969 році йому було відмовлено у візі в США Генеральним прокурором Дж. Н. Мітчеллом (у зв'язку із забороною видачі віз особам, які захищають доктрини світового комунізму). На той час Е. Мандель був видавцем щотижневого лівого журналу «La Gauche». Манделя захищали кілька американських вчених, які акцентували увагу на тому, що Мандель не був членом Комуністичної партії, а також виступав проти Радянського вторгнення в Чехословаччину в 1968 році. Але видачі візи Ернесту Манделю так і не вдалося добитися.
Країни східного блоку Мандель міг відвідувати тільки з 1989 року (виняток становила Югославія, де він вже з 1970-х років брав участь у конференціях соціалістичних вчених) — на антибюрократичний марксизм в дусі Манделя часто спиралися численні опозиційні соціалісти у Східній Європі. У 1963-му разом з Беттельхеймом і Че Геварою Мандель брав участь у «Великих дебатах» щодо соціалістичної економіки Куби; разом з Полом Суїзі і Алеком Ноувом дискутував про природу радянської бюрократії. Теми, які він порушував у дискусіях: ринкова економіка проти планового господарства, теорія державного капіталізму чи майбутнє соціалізму після краху «реально-соціалістичних» режимів у Східній Європі.

## Творчість
Спадщина Ернеста Манделя, крім традиційно приписуваного йому аналізу Радянського Союзу, включає ще багато різних напрямів досліджень.
Велике місце в творчості Ернеста Манделя традиційно відводиться аналізу та переоцінці марксизму (праці «Марксистська економічна теорія» (1962), «Формування економічних поглядів Карла Маркса»). Мандель розглядав суперечності капіталізму, протиріччя і руйнівні риси в робітничому русі і шукав шляхи визволення людства, роблячи начерки характерних рис майбутнього суспільного устрою, яке за своїм розвитком стоїть вище капіталізму.
Важливе місце відводиться аналізу розвитку капіталізму після Другої світової війни («Пізній капіталізм», 1972), спробі підвести категорії та ідеї марксизму під сучасні процеси, що протікають у світі глобалізації (зокрема, капіталістичний спосіб виробництва), причому аналіз завжди виконується на стику економічної теорії, соціології, політології, філософії. Він інтерпретує причини спаду в глобальному капіталізмі, який спостерігається, починаючи з 1970-х років, пов'язуючи основні тенденції розвитку з теорією довгих хвиль (чергування спадів і підйомів у розвитку економіки), а також з класовою боротьбою і формами панування буржуазії. Класова боротьба сприймається Манделем як одна з найважливіших складових економічної історії. Ернест Мандель пов'язував «пізньокапіталістичну» кризу із впливом довгих економічних хвиль на класову боротьбу.
На сторінках «New Left Review» брав участь у полеміці з Ніколасом Крашшо про марксизм Троцького, яка потім була зібрана в окрему книгу і видана декількома мовами.
Остання значна праця Манделя, «Влада і гроші», була видана в 1983 році. В цій роботі Мандель аналізує сутність бюрократії взагалі, а зокрема, бюрократії в Радянському Союзі, причини її виникнення, а також можливості її відмирання.

## Статті, перекладені українською
- Декілька завваг до статті Г.Тіктина „До політичної економії СРСР” (1977)
- На захист соціалістичного планування (1986) [Архівовано 31 травня 2019 у Wayback Machine.]
- Роман Роздольський — справжній марксистський науковець [Архівовано 20 жовтня 2017 у Wayback Machine.] // Спільне. — 20.10.2017 (некролог на смерть Романа Роздольського)